# NPW
NPW (англ. Neuropeptide W) – білок, який кодується однойменним геном, розташованим у людей на короткому плечі 16-ї хромосоми. Довжина поліпептидного ланцюга білка становить 165 амінокислот, а молекулярна маса — 18 048.
| 10         |  | 20         |  | 30         |  | 40         |  | 50         |
| ---------- |  | ---------- |  | ---------- |  | ---------- |  | ---------- |
| MAWRPGERGA |  | PASRPRLALL |  | LLLLLLPLPS |  | GAWYKHVASP |  | RYHTVGRAAG |
| LLMGLRRSPY |  | LWRRALRAAA |  | GPLARDTLSP |  | EPAAREAPLL |  | LPSWVQELWE |
| TRRRSSQAGI |  | PVRAPRSPRA |  | PEPALEPESL |  | DFSGAGQRLR |  | RDVSRPAVDP |
| AANRLGLPCL |  | APGPF      |  |            |  |            |  |            |

A: Аланін

C: Цистеїн

D: Аспарагінова кислота

E: Глутамінова кислота

F: Фенілаланін

G: Гліцин

H: Гістидин

I: Ізолейцин

K: Лізин

L: Лейцин

M: Метіонін

N: Аспарагін

P: Пролін

Q: Глутамін

R: Аргінін

S: Серин

T: Треонін

V: Валін

W: Триптофан

Секретований назовні.